# I. Faroald
I. Faroald (más néven Faruald ; † 591) a lombard Spoleto hercege 570 és 591 között.

## Élete

Itália a korai lombard korszakban

570 körül az északról érkező longobárdok megszállták Közép-Itáliát is, és visszaszorították a bizánciakat a tengerparton lévő erődített állásaikba. Nagyobb csaták nem voltak; ehelyett az országot úgynevezett farae-k, nagyobb vándorló langobardok hatoltak be, akik telepesek és felfegyverzett csapatok voltak, és mindegyikük egy-egy vezér vezetése alatt állt, aki a föld meghódítása után az elfoglalt terület hercege lett. A Spoleto felé nyomuló langobardok számára ezt a szerepet Faroald vette át, aki kezdetben az első két langobard király, Alboin és Klef hivatalos hűbérisége alatt állt, de a Klef halálát követő tízéves interregnum alatt (574–584) teljes szuverenitásban uralkodott. Ily módon folytatta a harcot Bizánc ellen, hogy kiterjessze területét.
570 körül Faroald először Nursia, Spoleto és Amiternum területeit hódította meg, könyörtelenül fellépve a katolikus papság ellen, és száműzve őket, pl. Spoletóban ariánus püspököket állított a helyükre.
Ravenna kikötővárosát, Classist, Faroald 579-ben kifosztotta. November 26-án II. Pelágiusz pápát a császár jóváhagyása nélkül szentelték fel, mivel Rómát ekkor longobárdok ostromolták, feltehetően Faroald vezetésével.
585 körül a longobárd dux Droctulft átállt a bizánciak oldalára, és a patricius Smaragdus nevében 588-ban felszabadította Classis kikötőjét a longobárdoktól. Authari király ezután hároméves békét kötött Smaragdusszal.
Faroaldnak (legalább) két fia volt, akik közül az egyik, Theudelapius, később Spoleto hercege is lett.
Amikor Faroald 591-ben meghalt, Ariulf követte őt a trónon.

## Fordítás
- Ez a szócikk részben vagy egészben  a   Faroald I. című német Wikipédia-szócikk ezen változatának fordításán alapul.  Az eredeti cikk szerkesztőit annak laptörténete sorolja fel. Ez a jelzés csupán a megfogalmazás eredetét és a szerzői jogokat jelzi, nem szolgál a cikkben szereplő információk forrásmegjelöléseként.